# Smith County (Texas)
Smith County je okres ve státě Texas v USA. K roku 2010 zde žilo 209 714 obyvatel. Správním městem okresu je Tyler. Celková rozloha okresu činí 2 458 km².